# Țviklivți Druhi, Camenița
Țviklivți Druhi (în ucraineană Цвіклівці Другі) este un sat în comuna Ustea din raionul Camenița, regiunea Hmelnîțkîi, Ucraina.

## Demografie
Componența lingvistică a localității Țviklivți Druhi
     Ucraineană (100%)
Conform recensământului din 2001, toată populația localității Țviklivți Druhi era vorbitoare de ucraineană (100%).